# Carsia perpetuata
Carsia perpetuata är en fjärilsart som beskrevs av Lederer 1869. Carsia perpetuata ingår i släktet Carsia och familjen mätare. Inga underarter finns listade i Catalogue of Life.